# Chursbachtal
Chursbachtal war eine Gemeinde im Landkreis Chemnitzer Land im Freistaat Sachsen. Sie entstand am 1. Januar 1994 aus den bis dahin selbständigen Gemeinden  Falken, Langenberg und Langenchursdorf. Am 1. Januar 1999 wurde Chursbachtal mit seinen Ortsteilen in die Gemeinde Callenberg eingegliedert.
Zur Gemeinde gehörte der Ortsteil Meinsdorf, der zum 1. März 1974 nach Langenberg eingemeindet worden war.